# 20 апреля
20 апреля — 110-й день года (111-й в високосные годы) по григорианскому календарю.
До конца года остаётся 255 дней.
До 15 октября 1582 года — 20 апреля по юлианскому календарю, с 15 октября 1582 года — 20 апреля по григорианскому календарю.
В XX и XXI веках соответствует 7 апреля по юлианскому календарю.

## Праздники и памятные дни
См. также: Категория:Праздники 20 апреля

### Международные
- ООН — День китайского языка в ООН

### Национальные
- Россия — Национальный день донора крови[2].
- Россия — День карельской и вепсской письменности
- Уругвай — День экспедиции тридцати трёх Ориенталес (1825).

#### Исторические
- Нацистская Германия — День рождения фюрера

### Религиозные
Католические

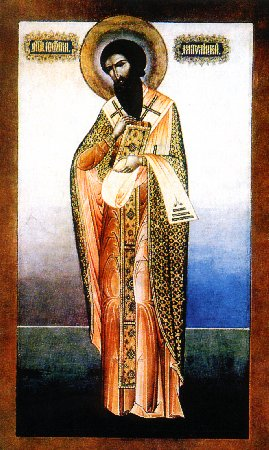
Георгий Митиленский

- Память святой Агнессы Монтепульчианской.

 Православные
- Память преподобного Георгия, митрополита Митиленского (после 820 года)[5];
- Память преподобного Даниила Переяславского, архимандрита (1540 год);
- Память мученика Каллиопия Помпеопольского (304 год);
- Память мученика Руфина, диакона, мученицы Акилины Младшей и с ними 200 воинов (около 310 года);
- Память преподобного Серапиона Синдонита, монаха;
- Память священномученика Аркадия Добронравова, пресвитера (1933 год);
- Память преподобномученицы Евдокии Павловой, послушницы (1939 год);
- Память Византийской иконы Божией Матери.

### Именины
- Православные: Акулина, Георгий, Даниил, Егор, Юрий.
- Католические: Агнесса, Чеслав.

## События

### До XIX века
- 730 — в японском городе Нара построена трехъярусная восточная пагода храма Якусидзи[6].
- 1303 — основан университет Сапиенца[7].
- 1113 — Владимир Мономах вступил на Киевский Великокняжеский престол[8].
- 1534 — началась первая экспедиция французского исследователя Жака Картье в Канаду.
- 1535 — жители Стокгольма наблюдают несколько солнц. Местный художник запечатлеет редкое атмосферное явление на картине «Ложное солнце[англ.]».
- 1653 — Оливер Кромвель распускает Долгий парламент в Англии.
- 1770 — в ходе Русско-турецкой войны 1768—1774 годов грузинский царь Ираклий II одержал над турками победу в Сражении при Аспиндзе[фр.].
- 1777 — принята первая конституция штата Нью-Йорк.
- 1792 — Франция объявляет войну королю Венгрии и Богемии. Начало Революционных войн.
- 1794 — В Париже гильотинирован бывший мэр, астроном Жан де Сарон (Jean-Baptiste-Gaspard (Bochart) de Saron).

### XIX век
- 1809 — поражение австрийских войск в бою у Абенсберга с армией Наполеона во время Австро-французской войны.
- 1832 — петербургский акушер Андрей Вольф сделал первое в России успешное переливание крови. Донором роженицы с кровотечением стал её муж.
- 1841 — публикация первого в истории литературы детективного рассказа — «Убийство на улице Морг» американского писателя Эдгара Алана По.
- 1862 — Луи Пастер и Клод Бернар провели успешный эксперимент на пути создания метода пастеризации[9].
- 1871 — между Токио и Осакой проложено первое почтовое сообщение Японии.
- 1898 — в США приняли поправку сенатора Г. Теллера[англ.] о праве Кубы на независимость[10].

### XX век
- 1901 — Торжественное открытие Большого зала Московской консерватории.
- 1902
  - Супруги Мария и Пьер Кюри получили чистый радий.
  - В Париже открылась выставка современного искусства, давшая название стилю «арт нуво».
- 1910 — Комета Галлея максимально приблизилась к Земле.
- 1914 — В Монако прошли вторые гонки на гидросамолётах на кубок Шнейдера. Победил английский Сопвич «Таблоид».
- 1917 — Первый полёт первого дирижабля ВМС США DN-1 (или А-1).
- 1922 — В составе Грузинской ССР образована Южно-Осетинская АО.
- 1923 — На съезде РКП(б) Лев Троцкий запустил в оборот фразу «смычка города с деревней».
- 1924 — Принятие Конституции Турецкой Республики.
- 1932
  - В Ленинграде завод «Промет» освоил выпуск первых отечественных бензино-раздаточных колонок.
  - Открытие IX Всесоюзного съезда профсоюзов.
- 1933
  - Издательство «Молодая гвардия» по инициативе Максима Горького приступило к выпуску серии «Жизнь замечательных людей». Первой была напечатана книга «Генрих Гейне» Александра Дейча.
  - Основана Социалистическая партия Чили.
- 1934
  - Первое присвоение звания Герой Советского Союза семерым лётчикам (М. В. Водопьянов, И. В. Доронин, Н. П. Каманин, С. А. Леваневский, А. В. Ляпидевский, В. С. Молоков, М. Т. Слепнёв), спасшим экипаж парохода «Челюскин».
  - В Нью-Йорке прошла премьера кинофильма Stand Up and Cheer, в котором в возрасте 6 лет дебютировала Ширли Темпл, ставшая после этого фильма звездой.
- 1935 — Стараниями журналиста Уоррена Хилла, ведущего шоу «Your Lucky Strike Hit Parade», на американском радио появился первый в мире хит-парад.
- 1938 — В УССР принято постановление об обязательном изучении русского языка во всех школах.
- 1940 — В США продемонстрирован первый электронный микроскоп.
- 1942
  - Закончилась Московская битва (1941—1942) Великой Отечественной войны.
  - Состоялся первый полёт серийного фронтового истребителя Ла-5.
- 1949 — Открылся I Всемирный конгресс сторонников мира.
- 1958 — Был основан футбольный клуб «Рубин».
- 1959 — Началась эксплуатация пассажирского самолёта Ил-18 ОКБ Сергея Ильюшина.
- 1968 — в датском городке Таструп группа Deep Purple впервые выступила с концертом.
- 1972 — прилуняется пилотируемый космический корабль «Аполлон-16».
- 1978 — южнокорейский Боинг 707, вторгшийся в воздушное пространство СССР, повреждён советским перехватчиком и совершил вынужденную посадку в районе города Кемь.
- 1983
  - Запущен пилотируемый космический корабль «Союз Т-8».
  - Посёлок городского типа Новые Лапсары принят в состав города Чебоксары.[значимость факта?]
  - Основан Бит-квартет «Секрет»
- 1988 — В Москве заложен первый в СССР бейсбольный стадион.
- 1990 — Чехословакия переименована в Чешскую и Словацкую Федеративную Республику.
- 1992
  - В Севилье (Испания) открылась всемирная выставка «Экспо-92».
  - На стадионе «Уэмбли» состоялся концерт, посвящённый памяти Фредди Меркьюри.
- 1993 — Образовалась группа Backstreet Boys.
- 1994
  - Немцы опередили французов и возглавили список наций, потребляющих наибольшее количество алкоголя на душу населения.
  - Вступил в силу Договор о коллективной безопасности государств СНГ, подписанный в 1992 году в Ташкенте главами Армении, Казахстана, Кыргызстана, России, Таджикистана и Узбекистана.
- 1995 — Останки Пьера и Марии Кюри перенесены в Пантеон в Париже.
- 1998 — Фирма Intel анонсировала процессор Pentium II Xeon.
- 1999 — Массовое убийство в школе «Колумбайн».

### XXI век
- 2001
  - Китай официально исключил гомосексуальность из перечня психических заболеваний.
  - Впервые за всю историю британской рок-музыки музыкант (Пол Маккартни) стал миллиардером.
- 2007
  - В США в штате Вирджиния — день траура по студентам Технологического университета, убитым студентом-корейцем Чо Сын Хи.
  - В США в Хьюстоне (штат Техас) в здании № 44 отделения НАСА один из сотрудников, работавший по контракту, при помощи огнестрельного оружия захватил в заложники двух своих коллег — мужчину и женщину, впоследствии убив захваченного мужчину и покончив с собой.
- 2010 — Взрыв нефтяной платформы Deepwater Horizon в Мексиканском заливе у побережья США, переросший в техногенную катастрофу.

## Родились
См. также: Категория:Родившиеся 20 апреля.

### До XIX века
- 429 — Цзу Чунчжи (ум. 500), китайский математик и астроном.
- 1492 — Пьетро Аретино (ум. 1556), итальянский писатель-сатирик, публицист и драматург.
- 1494 — Иоганн Агрикола (ум. 1566), немецкий проповедник, богослов, лидер Реформации, сподвижник Мартина Лютера.
- 1633 — Император Го-Комё (ум. 1654), 110-й император Японии (1643—1654).
- 1650 — Феличе Бозелли (ум. 1732), итальянский живописец.
- 1720 — Иван Панфилов (ум. 1794), протоиерей Русской церкви, член Святейшего Синода, духовник императрицы Екатерины II.
- 1745 — Филипп Пинель (ум. 1826), французский врач, основоположник научной психиатрии во Франции.

### XIX век
- 1808 — Наполеон III (ум. 1873), французский император (1852—1870).
- 1823 — Джессе Рено (погиб в 1862), американский генерал, участник Гражданской войны на стороне армии Севера.
- 1827 — Джон Гиббон (ум. 1891), американский генерал, участник Гражданской войны на стороне армии Севера.
- 1840 — Одилон Редон (ум. 1916), французский живописец, график, декоратор, один из родоначальников символизма.
- 1846 — Вячеслав Плеве (убит в 1904), российский государственный деятель, министр внутренних дел (1902—1904).
- 1850 — Жан-Франсуа Рафаэлли (ум. 1924), французский живописец, гравёр, иллюстратор, бытописатель Парижа.
- 1868 — Шарль Моррас (ум. 1952), французский публицист, критик, поэт, идеолог монархизма и интегрального национализма.
- 1881 — Николай Мясковский (ум. 1950), русский композитор, педагог, автор 27 симфоний, народный артист СССР.
- 1884
  - Даниэл Варужан (наст. фамилия Чубуккарян; убит в 1915), армянский поэт.
  - Беатриса Саксен-Кобург-Готская (ум. 1966), принцесса Великобританская и Саксен-Кобург-Готская, внучка российского императора Александра II, после замужества инфанта Испании и герцогиня Галлиерийская.
- 1888
  - Александра Брэдшоу (ум. 1981), канадско-американская художница-акварелист.
  - Николай Агнивцев (ум. 1932), русский поэт, драматург, детский писатель.
- 1889 — Адольф Гитлер (покончил с собой в 1945), фюрер нацистской Германии (1933—1945).
- 1893
  - Гарольд Ллойд (ум. 1971), американский комедийный актёр, кинорежиссёр, лауреат премии «Оскар».
  - Хуан Миро (ум. 1983), каталонский испанский художник-сюрреалист, скульптор, график.
- 1895 — Николай Ежов (расстрелян в 1940), советский государственный и партийный деятель, генеральный комиссар госбезопасности (с 28 января 1937 года).
- 1897 — Джесси Гидеон Гарнет (ум. 1976), первая чернокожая женщина-стоматолог в Бостоне.

### XX век
- 1901 — Мишель Лейрис (ум. 1990), французский писатель, поэт, эссеист и этнолог.
- 1918 — Кай Сигбан (ум. 2007), шведский физик, лауреат Нобелевской премии (1981).
- 1926 — Вячеслав Чухарев (погиб в 1959), советский военнослужащий, старшина, Герой Советского Союза.
- 1927
  - Павел Луспекаев (ум. 1970), актёр театра и кино, заслуженный артист РСФСР, лауреат Государственной премии.
  - Карл Мюллер (ум. 2023), швейцарский физик, лауреат Нобелевской премии (1987).
  - Фил Хилл (ум. 2008), американский автогонщик, чемпион мира в классе «Формула-1» (1961).
- 1929 — Вадим Юсов (ум. 2013), кинооператор, народный артист РСФСР.
- 1935 — Юрий Семёнов, советский и российский конструктор космической техники, в 1989—2005 гг. генеральный конструктор НПО «Энергия».
- 1938 — Бетти Катберт (ум. 2017), австралийская легкоатлетка, 4-кратная олимпийская чемпионка
- 1939 — Георгий Полонский (ум. 2001), советский и российский сценарист, драматург, поэт.
- 1940 — Герхард Гепп (ум. 2024), австрийский живописец, график, иллюстратор, карикатурист.
- 1941
  - Борис Емельянов (ум. 2021), советский и российский композитор, многократный лауреат телевизионного фестиваля «Песня года».
  - Райан О’Нил (ум. 2023), американский актёр.
- 1943
  - Анатолий Кролл, советский и российский джазовый дирижёр, композитор, пианист, аранжировщик, народный артист РФ.
  - Эди Седжвик (ум. 1971), американская актриса, фотомодель, муза художника Энди Уорхола.
- 1944
  - Владимир Долинский, советский и российский актёр театра, кино и телевидения, телеведущий, заслуженный артист РФ.
  - Михаил Плоткин, российский продюсер, администратор ВИА «Весёлые ребята», «Самоцветы», «Лейся, песня».
- 1947 — Виктор Суворов (наст. имя Владимир Резун), писатель, бывший сотрудник легальной резидентуры ГРУ СССР в Женеве.
- 1949
  - Вероника Картрайт, британская и американская актриса кино и телевидения, обладательница премии «Сатурн» («Чужой»).
  - Джессика Лэнг, американская актриса, продюсер, певица, художница, обладательница двух «Оскаров», пяти «Золотых глобусов» и др. наград.
  - Александр Мальцев, советский хоккеист, двукратный олимпийский чемпион, многократный чемпион мира.
- 1950 — Александр Лебедь (погиб в 2002), советский и российский политик и военный деятель, генерал-лейтенант.
- 1951
  - Лютер Вандросс (ум. 2005), американский соул-певец, автор песен, продюсер, обладатель восьми премий «Грэмми».
  - Виктор Шалимов, советский хоккеист, олимпийский чемпион (1976), трёхкратный чемпион мира и Европы.
- 1952 — Виктор Лошак, российский журналист, бывший главный редактор журнала «Огонёк».
- 1958 — Вячеслав Фетисов, советский и российский хоккеист, двукратный олимпийский чемпион, многократный чемпион мира и Европы, государственный деятель.
- 1960 — Мигель Диас-Канель, президент Республики Куба с 2019 года.
- 1961 — Константин Лавроненко, российский актёр театра, кино и телевидения, обладатель приза Каннского кинофестиваля.
- 1963 — Рэйчел Уайтрид, английская художница, скульптор.
- 1964 — Криспин Гловер, американский актёр («Ангелы Чарли» и др.), режиссёр, продюсер, сценарист, писатель, певец.
- 1965
  - Ребекка Лейси, английская актриса кино и телевидения.
  - Оксана Лесная, белорусская актриса театра и кино.
- 1966 — Пётр Кулешов, советский и российский актёр театра и кино, телеведущий (программа «Своя игра»).
- 1968 — Елена Вяльбе, советская и российская лыжница, трёхкратная олимпийская чемпионка, многократная чемпионка мира.
- 1969 — Феликс Баумгартнер (погиб 2025), австрийский парашютист, бейсджампер.
- 1970 — Светлана Галка, российская журналистка, актриса, пародистка.
- 1972
  - Светлана Ишмуратова, российская биатлонистка, двукратная олимпийская чемпионка (2006), многократная чемпионка мира и Европы.
  - Кармен Электра (наст. имя Тара Ли Патрик), американская актриса, модель, певица и танцовщица.
- 1973 - Габри Понте, итальянский диджей
- 1974 — Татьяна Геворкян, российская телеведущая, журналистка и киноактриса.
- 1980 — Баста (наст. имя Василий Вакуленко), российский музыкант, рэп-исполнитель, актёр, продюсер.
- 1981 — Эрмаль Мета, итальянский певец, композитор, автор-исполнитель албанского происхождения.
- 1982 — Кэйитиро Нагасима, японский конькобежец-спринтер. Серебряный призёр Олимпийских игр.
- 1983 — Себастьен Лакруа, французский двоеборец, двукратный чемпион мира.
- 1984 — Джордан Мэлоун, американский шорт-трекист, призёр Олимпийских игр.
- 1985 — Брент Сибрук, канадский хоккеист, олимпийский чемпион (2010), обладатель Кубка Стэнли.
- 1996 — Анже Ланишек, словенский прыгун на лыжах с трамплина.
- 1999 — Фабио Куартараро, французский мотогонщик, чемпион мира в классе MotoGP (2021).

## Скончались
См. также: Категория:Умершие 20 апреля

### До XIX века
- 1707 — Иоганн Кристоф Деннер (р. 1655), немецкий музыкальный мастер, изобретатель кларнета.
- 1768 — Каналетто (наст.имя Джованни Антонио Каналь; р. 1697), итальянский художник-пейзажист.
- 1774 — Александр Бибиков (р. 1729), российский государственный и военный деятель, генерал-аншеф.

### XIX век
- 1821 — Франц Карл Ашар (р. 1753), немецкий химик и физик, почётный член Берлинской АН.
- 1838 — граф Николай Новосильцев (р. 1761), русский государственный деятель, сенатор, председатель Госсовета и Комитета министров (с 1834).
- 1842 — Бон Адриен Жанно де Монсей (р. 1754), французский военачальник, маршал Франции.
- 1885 — Владимир Курочкин (р. 1829), русский драматург, переводчик, издатель.
- 1887 — Иван Ганецкий (р. 1810), российский военачальник, генерал от инфантерии.
- 1900 — Павел Кузьминский (р. 1840), русский инженер, изобретатель, создатель газовой реверсивной турбины.

### XX век
- 1912 — Брэм Стокер (р. 1847), ирландский писатель, автор готического романа ужасов «Дракула».
- 1918 — Фердинанд Браун (р. 1850), немецкий физик, лауреат Нобелевской премии (1909).
- 1920 — Дмитрий Ивановский (р. 1864), русский физиолог растений и микробиолог, исследования которого привели к открытию вирусов.
- 1923 — Прокопий Иконийский (Прокопий Лазаридис; р. 1859), епископ Константинопольской православной церкви; митрополит Иконийский, ипертим и экзарх всей Ликаонии (1911—1923).
- 1927 — Энрике Симоне (р. 1866), испанский исторический живописец.
- 1929 — Михаил Богословский (р. 1867), российский историк, академик Российской академии наук.
- 1933 — Борис Розинг (р. 1869), российский физик, автор первых опытов по телевидению.
- 1941 — Амлето Палерми (р. 1889), итальянский режиссёр театра и кино, сценарист, актёр.
- 1947 — Кристиан X (р. 1870), король Дании (с 1912) и Исландии (1918—1944).
- 1964
  - Сергей Герасимов (р. 1885), русский советский живописец и график, академик.
  - Август Зандер (р. 1876), немецкий фотохудожник.
- 1965 — Михаил Астангов (р. 1900), актёр театра и кино, театральный педагог, народный артист СССР.
- 1969 — Векослав Лубурич (р. 1914), усташ, генерал НГХ
- 1970 — Пауль Целан (наст. фамилия Анчель; р. 1920), румынский и французский немецкоязычный поэт, переводчик.
- 1973
  - Роберт Армстронг (р. 1890), американский актёр.
  - Николай Симонов (р. 1901), актёр театра и кино, театральный режиссёр, народный артист СССР.
- 1984 — Феликс Соболев (р. 1931), советский кинорежиссёр-документалист, один из создателей «киевской школы научного кино».
- 1986 — Алексей Арбузов (р. 1908), русский советский писатель, драматург.
- 1991 — Дон Сигел (р. 1912), американский кинорежиссёр и продюсер.
- 1992 — Бенни Хилл (Альфред Хоторн Хилл; р. 1924), британский актёр кино, комик.
- 2000 — Антра Лиедскалныня (р. 1930), советская и латвийская актриса театра и кино.

### XXI век
- 2003 — Бернард Кац (р. 1911), британский биофизик и физиолог, лауреат Нобелевской премии (1970).
- 2007 — Александр Непомнящий (р. 1968), русский поэт, бард, рок-музыкант.
- 2009 — Иван Комиссаров (р. 1929), советский и российский живописец, пейзажист, народный художник РФ.
- 2014 — Бенедикт Сарнов (р. 1927), советский и российский писатель, литературовед, критик.
- 2018 — покончил с собой Авичи (наст. имя Тим Берглинг; р. 1989), шведский диджей и музыкальный продюсер.
- 2025 — Мария Шубина (до замужества Клюкова, р. 1930), советская спортсменка (гребля на байдарках), олимпийская чемпионка (1960), 4-кратная чемпионка мира. Заслуженный мастер спорта СССР (1960).

## Народный календарь, приметы и фольклор Руси
Акулина.
- На Акулину дождь — хороша будет калина, коли плохи яровые, мороз и солнце — к урожаю хлебов и гречихи. Начинают высаживать груши.
- На Руси в старину считалось, что в этот день просыпаются русалки, из воды на белый свет поднимаются глянуть и просят у людей холстины — укрыть нагое тело. Ещё до зари некоторые крестьянки приносили от себя ношеную чистую рубашку, полотенце или холстины кусок, ибо верили, что добром отзовётся эта забота: русалки остерегут от глубокой воды и их, и мужа, и детей[11][12].